# Пармис (военачальник Дария II)
Пармис (др.-греч. Παρμίσης) — персидский военачальник в конце V века до н. э.
Античная историография не содержит сведений о происхождении Пармиса. Российский исследователь В. П. Орлов, исходя из сходства имён, допускает возможность связи Пармиса с другими носителями этого имени, жившими ранее. Речь идёт о брате дочери Астиага Амитиды (вероятно, по замечанию Дьяконова И. М., незаконном сыне Астиага или сыне матери Аметиды от другого отца) — военачальнике Кира Великого. А также о дочери Бардии — одной из жён Дария I.
По свидетельству Ктесия, Пармис принимал участие в подавлении бунта сатрапа Лидии Писсуфна, восставшего против Дария II. По оценке различных исследователей, выступление Писсуфна могло произойти в промежуток времени между 421 и 412 годами до н. э. Неоценимую, по оценке В. П. Орлова, поддержку Дарию II помимо Пармиса оказали также Тиссаферн и Спифридат, мотивы которых исторические источники не раскрывают. Царские полководцы подкупили Ликона, начальника греческих наёмников, сопровождавших Писсуфна, чтобы они покинули мятежного сатрапа.